# Pointe des Verres
Ne doit pas être confondu avec Pointe des Verts.
La pointe des Verres est un sommet de France situé dans les Alpes, en Savoie et Haute-Savoie. Avec 2 532 mètres d'altitude, il domine le hameau du Fernuy au-dessus de la Clusaz au nord-ouest et la vallée de l'Arrondine et la Giettaz au sud. Il se trouve dans la chaîne des Aravis, au sommet de la combe de la Grande Torchère, au sud-ouest de la Grande Balmaz et à l'est des Parrossaz.

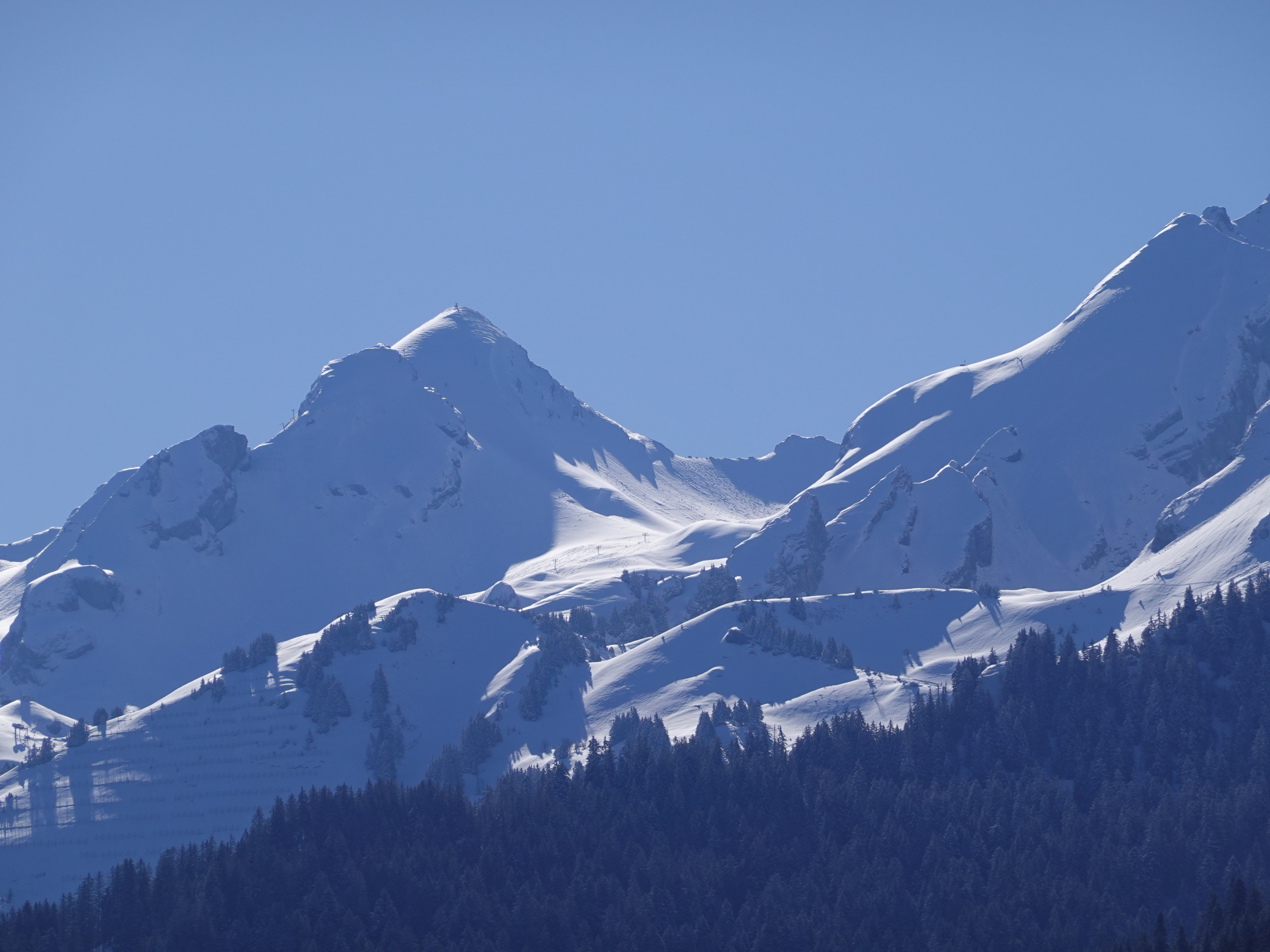
La pointe des Verres (au centre) au fond de la combe de la Grande Torchère, dominée par la Grande Balmaz (à gauche) et les Parrossaz (à droite) vus depuis l'ouest.